# Skoczogonki Belgii
Skoczogonki Belgii, kolembolofauna Belgii – ogół taksonów skoczogonków, których występowanie stwierdzono na terenie Belgii.

## Entomobryomorpha

### Actaletidae
W Belgii stwierdzono:
- Actaletes neptuni

### Entomobryidae
W Belgii stwierdzono:
- Coecobrya tenebricosa
- Entomobrya albocincta
- Entomobrya arborea
- Entomobrya corticalis – pchlica podkorowa
- Entomobrya lanunginosa
- Entomobrya marginata
- Entomobrya multifasciata
- Entomobrya muscorum
- Entomobrya nicoleti
- Entomobrya nivalis – pchlica śniegulik
- Entomobrya quinquelineata
- Entomobrya schoetti
- Entomobrya spectabilis
- Willowsia buski
- Willowsia nigromaculata
- Willowsia platani

### Lepidocyrtidae
W Belgii stwierdzono:
- Cyphoderus albinus
- Lepidocyrtus curvicollis
- Lepidocyrtus cyaneus
- Lepidocyrtus lanuginosus
- Lepidocyrtus lignorum
- Lepidocyrtus pallidus
- Lepidocyrtus paradoxus
- Lepidocyrtus violaceus
- Pseudosinella alba
- Pseudosinella decipiens
- Pseudosinella duodecimocellata
- Pseudosinella insurbica
- Pseudosinella ksenemani
- Pseudosinella mauli
- Pseudosinella octopunctata
- Pseudosinella petterseni
- Pseudosinella sexoculata
- Pseudosinella vandeli

### Łuśniczkowate(Tomoceridae)
W Belgii stwierdzono:
- Plutomurus unidentatus
- Pogonognathellus flavescens – łuśniczek żółtawy
- Pogonognathellus longicornis
- Tomocerus minor
- Tomocerus vulgaris

### Oncopoduridae
W Belgii stwierdzono 2 gatunki:
- Oncopodura crassicornis
- Oncopodura dethieri

### Orchesellidae
W Belgii stwierdzono:
- Heteromurus major
- Heteromurus nitidus
- Orchesella bifasciata
- Orchesella cincta – nipchlica ogrodowa
- Orchesella flavescens
- Orchesella quinquefasciata
- Orchesella spectabilis
- Orchesella villosa
- Orchesella alticola
- Orchesella angustostrigata

### Pchlicowate(Isotomidae)
W Belgii stwierdzono:

- Agrenia bidenticulata
- Anurophorus laricis
- Archisotoma pulchella
- Desoria antennalis
- Desoria intermedia
- Desoria olivacea'
- Desoria tigrina
- Desoria violacea
- Folsomia candida
- Folsomia diplophthalma
- Folsomia fimetaria
- Folsomia fimetarioides
- Folsomia manolachei
- Folsomia penicula
- Folsomia quadrioculata
- Folsomia sexoculata
- Folsomia similis
- Folsomia spinosa
- Folsomides angularis
- Folsomina onychiurina
- Hemisotoma thermophila
- Isotoma caerulea
- Isotoma riparia
- Isotoma viridis
- Isotomiella minor
- Isotomodes productus
- Isotomurus graminis
- Isotomurus maculatus
- Isotomurus palustris – pchlica błotna
- Isotomurus plumosus
- Isotomurus pseudopalustris
- Isotomurus unifasciatus
- Marisotoma tenuicornis
- Mucrosomia garretti
- Paranurophorus simplex
- Parisotoma agrelli
- Parisotoma notabilis
- Proisotoma minima
- Proisotoma minuta
- Proisotomoides bipunctatus
- Pseudanurophorus binoculatus
- Pseudoisotoma monochaeta
- Pseudoisotoma sensibilis
- Vertagopus arboreus
- Vertagopus cinereus

### Seiridae
W Belgii stwierdzono tylko:
- Seira domestica

## Neelipleona

### Neelidae
W Belgii stwierdzono:
- Megalothorax minimus
- Megalothorax willemi
- Neelus murinus

## Poduromorpha

### Brachystomellidae
W Belgii stwierdzono tylko:
- Brachystomella parvula

### Hypogastruridae
W Belgii stwierdzono:
- Ceratophysella armata
- Ceratophysella bengtssoni
- Ceratophysella cavicola
- Ceratophysella denticulata
- Choreutinula inermis
- Hypogastrura assimilis
- Hypogastrura burkilli
- Hypogastrura manubrialis
- Hypogastrura pururescens
- Hypogastrura sahlbergi
- Hypogastrura vernalis
- Hypogastrura viatica
- Mesachorutes quadriocellatus
- Mesogastrura sp.
- Schaefferia willemia
- Schoettella ununguiculata
- Willemia anophthalma
- Willemia denisi
- Xenylla brevicauda
- Xenylla brevisimilis
- Xenylla grisea
- Xenylla humicola
- Xenylla maritima
- Xenylla tullbergi
- Xenylla welchi

### Morwiaczki(Neanuridae)
W Belgii stwierdzono:
- Anurida granaria
- Anurida granulata
- Anurida maritima
- Friesea mirabilis
- Friesea truncata
- Gisinea delhezi
- Micranurida forsslundi
- Micranurida papillosa
- Micranurida pygmea
- Neanura muscorum
- Pratanurida boerneri
- Pseudachorutes parvulus
- Pseudachorutes subcrassus

### Odontellidae
W Belgii stwierdzono:
- Superodontella lamellifera
- Xenyllodes armatus

### Pchliczkowate(Poduridae)
W Belgii stwierdzono 1 gatunek:
- Podura aquatica – pchliczka wodna

### Przyślepkowate(Onychiuridae)
W Belgii stwierdzono:
- Bionychiurus normalis
- Deharvengiurus severini
- Deuteraphorura imperfecta
- Deuteraphorura inermis
- Hymenaphorura sibirica
- Kalaphorura burmeisteri
- Kalaphorura paradoxa
- Micraphorura absoloni
- Onychiuroides pseudogranulosus
- Onychiurus ambulans
- Onychiurus arans
- Onychiurus circulans
- Onychiurus dissimulans
- Onychiurus sublegans
- Protaphorura armata – przyślepek warzywny
- Protaphorura campata
- Protaphorura eichhorni
- Protaphorura octopunctata
- Protaphorura orthacantha
- Protaphorura quadriocellata
- Protaphorura subuliginata
- Supraphorura furcifera
- Thalassaphorura hortensis

### Tullbergiidae
W Belgii stwierdzono:
- Mesaphorura betschi
- Mesaphorura hylophila
- Mesaphorura isochaeta
- Mesaphorura italica
- Mesaphorura jevanica
- Mesaphorura krausbaueri
- Mesaphorura macrochaeta
- Mesaphorura pongei
- Mesaphorura tenuisensillata
- Mesaphorura yosii
- Neotullgergia crassicuspis
- Stenaphorura denisi
- Stenaphorura quadrispina
- Paratullgergia callipygos

## Zrosłopierścieniowe(Symphypleona)

### Arrhopalitidae
W Belgii stwierdzono:
- Arrhopalites caecus
- Arrhopalites microphthalmus
- Pygmarrhopalites bifidus
- Pygmarrhopalites principialis
- Pygmarrhopalites pygmaeus
- Pygmarrhopalites sericus

### Bourletiellidae
W Belgii stwierdzono:
- Bourletiella hortensis
- Deuterosminthurus bicinctus
- Deuterosminthurus pallipes
- Deuterosminthurus sulphureus
- Fasciosminthurus quinquefasciatus
- Heterosminthurus bilineatus
- Heterosminthurus claviger
- Heterosminthurus insignis

### Dicyrtomidae
W Belgii stwierdzono:
- Dicyrtoma fusca
- Dicyrtomina flavosignata
- Dicyrtomina minuta
- Dicyrtomina ornata
- Dicyrtomina saundersi
- Ptenothrix atra
- Ptenothrix setosa

### Katiannidae
W Belgii stwierdzono:
- Sminthurinus aureus
- Sminthurinus elegans
- Sminthurinus niger
- Sminthurinus trinotatus

### Podskoczkowate(Sminthuridae)
W Belgii stwierdzono:
- Allacma fusca
- Caprainea marginata
- Lipothrix lubbocki
- Sminthurus multipunctatus
- Sminthurus viridis – podskoczek zielony

### Sminthurididae
W Belgii stwierdzono:
- Sminthurides aquaticus
- Sminthurides malmgreni
- Sminthurides parvulus
- Sminthurides penicillifer
- Sminthurides schoetti
- Sphaeridia pumilis